# راهبک چانه‌گندمی
راهبک چانه‌گندمی (نام علمی: Nonnula sclateri)، گونه‌ای از پرندگان نزدیک گنجشک‌سان از خانواده پفی‌مرغان (Bucconidae) (شامل پفی‌مرغ‌ها، راهبک‌ها و مرغ‌های راهبه) است که در بولیوی، برزیل و پرو یافت می‌شود.